# Odorrana bolavensis
Espèce
Synonymes
- Rana bolavensis Stuart & Bain, 2005

Statut de conservation UICN

 DD  : Données insuffisantes
Odorrana bolavensis est une espèce d'amphibiens de la famille des Ranidae.

## Répartition
Cette espèce est endémique du plateau des Bolovens dans le sud du Laos. Elle se rencontre entre 1 000 et 2 000 m d'altitude.

## Étymologie
Son nom d'espèce, composé de bolav[en] et du suffixe latin -ensis, « qui vit dans, qui habite », lui a été donné en référence au lieu de sa découverte, le plateau des Bolovens.

## Publication originale
- Stuart & Bain, 2005 : Three new species of spinule-bearing frogs allied to Rana megatympanum Bain, Lathrop, Murphy, Orlov, and Ho, 2003, from Laos and Vietnam. Herpetologica, vol. 61, no 4, p. 478-492 (texte intégral).